# Isopterygium acuminatum
Isopterygium acuminatum är en bladmossart som beskrevs av Boswell 1892. Isopterygium acuminatum ingår i släktet Isopterygium och familjen Hypnaceae. Inga underarter finns listade i Catalogue of Life.